# Estação Ferroviária de Setúbal-Mar
A Estação Ferroviária de Setúbal-Mar é uma interface da Linha do Sul, que serve como ponto de triagem para os ramais do Porto de Setúbal, em Portugal.

## Descrição

### Caraterização física
Segundo o Directório da Rede 2012, lançado pela Rede Ferroviária Nacional em Janeiro de 2011, a estação ferroviária de Setúbal-Mar contava com onze vias de circulação, com 170 a 1797 m de comprimento; as plataformas tinham 176 e 174 m de comprimento, e apresentavam 40 cm de altura. Nesta estação insere-se na rede ferroviária o ramal particular Porto de Setúbal - Auto.

## História

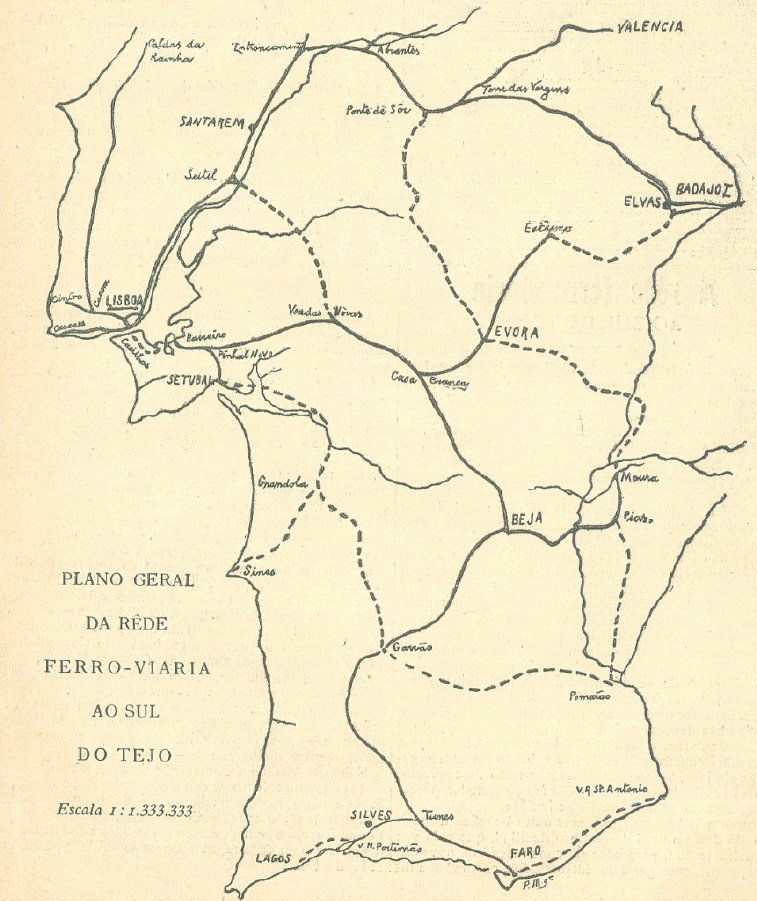
Mapa do Plano Geral da Rede Ferroviária ao Sul do Tejo, decretado em 27 de Novembro de 1902. Um dos troços projectados era de Setúbal a Garvão, circulando ao longo da margem do Rio Sado junto a Setúbal.

### Planeamento
Uma carta de lei de 29 de Março de 1883 autorizou que o Ramal de Setúbal fosse prolongado além de Setúbal até à margem do Rio Sado, com a instalação de uma gare fluvial e da correspondente ponte-cais. Uma lei de 14 de Julho de 1899, que ordenou a construção das linhas férreas complementares ao Sul do Rio Tejo, ordenou que este troço fosse construído, sendo considerado como a primeira secção da futura Linha do Sado. A gare fluvial deveria ser construída na margem do Rio, num local próximo da cidade, e deveria dispor das instalações necessárias ao transporte de passageiros e mercadorias. Este projecto estava conjugado com a construção, por parte da Câmara Municipal de Setúbal, de uma doca para pequenas embarcações e de uma ponte-cais; com efeito, uma carta de lei de 12 de Junho de 1901 autorizou a autarquia a fazer um empréstimo de 40:000$000 para financiar a continuação do caminho de ferro, tendo a autarquia prontificado-se a auxiliar a construção numa sessão de 12 de Fevereiro de 1902, o que foi aceite pelo governo em 24 de Janeiro de 1903. O local escolhido pela Câmara para a nova doca tinha um amplo terrapleno no interior, com espaço suficiente para se construir o complexo da estação. Um diploma dos Caminhos de Ferro do Estado de 1 de Julho de 1903 aprovou o prolongamento da via férrea de Setúbal até ao local escolhido junto à margem do rio; a nova estação devia estar construída de forma a facilitar o seu acesso à ponte-cais, mas sem prejudicar o tráfego comercial da mesma.

### Construção e inauguração
Em 16 de Abril de 1904, já tinha sido aprovado o projecto para o segundo lanço da Linha do Sado, relativo ao troço entre a futura estação fluvial de Setúbal e o Esteiro da Marateca.
O troço entre Setúbal e Setúbal-Mar foi concluído em 1907, mas só entrou oficialmente ao serviço em 25 de Maio de 1920, como parte da ligação entre Setúbal e Alcácer do Sal.

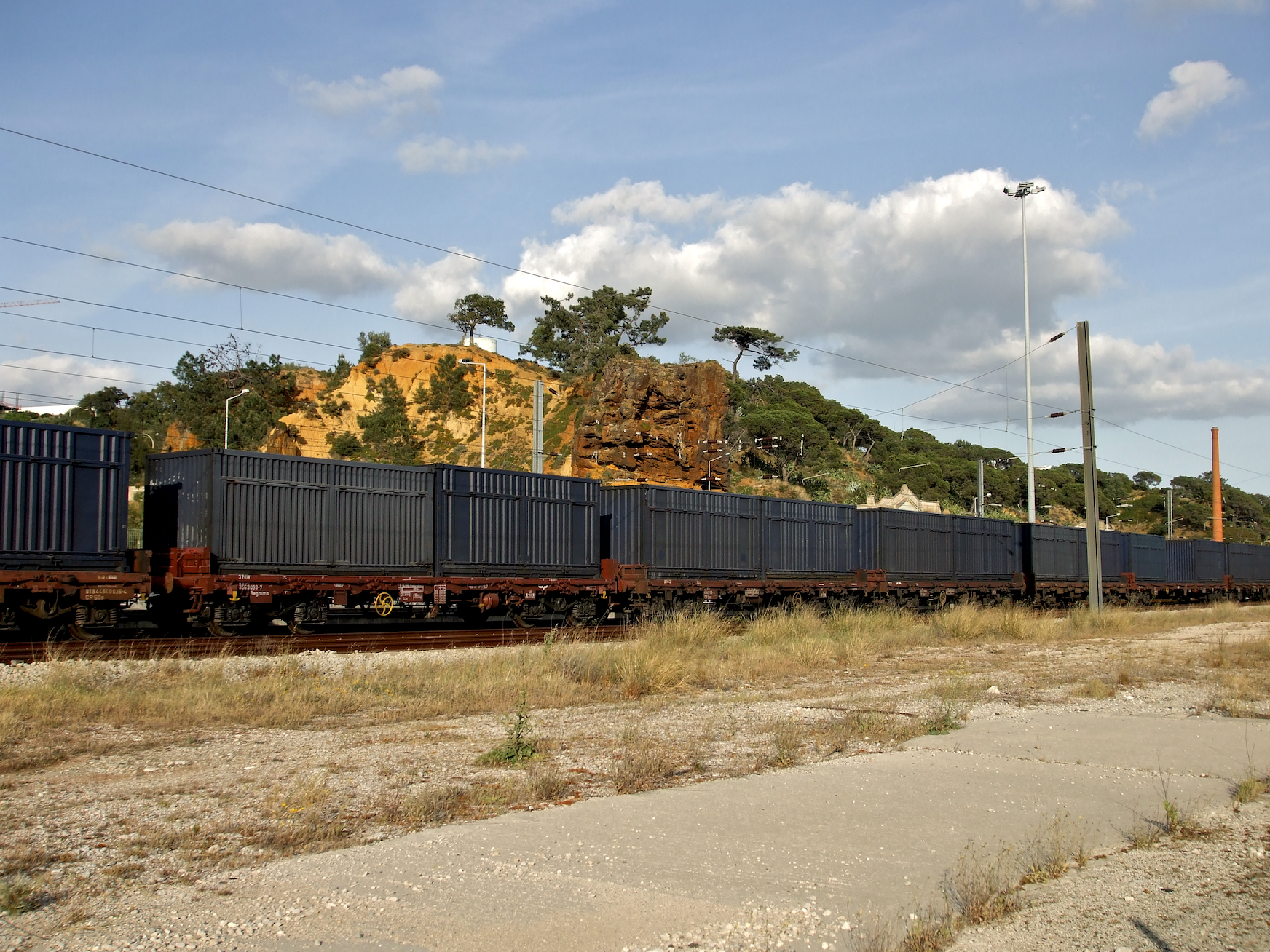
Vagões de mercadorias em Setúbal - Mar, em 2009

### Construção da nova estação
Na sua sessão de 21 de Novembro de 1933, a Comissão Administrativa do Fundo Especial de Caminhos de Ferro aprovou o início da execução do projecto da primeira fase da construção da estação de Setúbal-Mar. As obras da nova estação iniciaram-se ainda nesse ano, estando já ao serviço, em finais de 1934, uma variante que substituiu o antigo traçado entre Fontaínhas e Cachofarra. Em Janeiro de 1935, ainda estava por concluir a nova estação de Setúbal-Mar. Entrou ao serviço em 25 de Abril desse ano, fazendo apenas serviço de passageiros sem bagagem, e sem facilidades para venda de bilhetes, que teriam de ser adquiridos a bordo dos comboios.